# Opius josefi
Opius josefi är en stekelart som beskrevs av Fischer 1971. Opius josefi ingår i släktet Opius och familjen bracksteklar. Inga underarter finns listade i Catalogue of Life.